# Filipe Ferraz
 Filipe Augusto Faccion Ferraz  (Joaíma,1 de março de 1980) é um treinador e ex-jogador de vôlei indoor brasileiro, atuou na posição de  Ponteiro  com marca de alcance de 345 cm no ataque e 315 cm no bloqueio e que conquistou bicampeonato do Campeonato Sul-Americano de Clubes nos anos de 2012 e 2014, Chile e Brasil,seus respectivos países-sede  e foi medalha de prata no Campeonato Mundial de Clubes em 2012 no Qatar e  a medalha de ouro inédita no Campeonato Mundial de Clubes de 2013 no Brasil e foi semifinalista na edição do Campeonato Mundial de Clubes de 2014.

## Carreira
Filipe  passou sua infância em Joaíma, no Vale do Jequitinhonha, e migrou em 1995 para Belo Horizonte  para jogar nas categorias de base do Fiat/Minas , onde permaneceu de 1993 a 1998.Na temporada 1998-99 defendeu o SOS Computadores /São Caetano conquistando em 1998 o bronze no Campeonato Paulista e ouro nos Jogos Abertos do Interior  e em avançou aos playoffs finais da Superliba Brasileira A 1998-99 encerrando na quinta colocação. Retornou ao Telemig Celular/Minas na temporada 1999-00.Filipe representou a Seleção Mineira no Campeonato Brasileiro de Seleções de 1999, categoria juvenil, e foi vice-campeão carioca neste ano.
Em 2000 é contratado pelo Shopping ABC/Santo André e sua primeira temporada neste foi a de 2000-01 onde conquistou o ouro nos Jogos Regionais  e semifinalista do Campeonato Paulista ambos , encerrando na quarta posição, ambas competições no ano de 2000 e  terminou na sétima posição da Superliga Brasileira A 2000-01.Em sua segunda temporada pelo time do Shopping ABC/Santo André conquistou o bicampeonato dos Jogos Regionais em 2001 e novamente quarta colocação no Campeonato Paulista deste ano, terminou na quinta posição da Superliga Brasileira A 2001-02.
O Shopping ABC/Santo André renovou por mais uma temporada com Filipe, neste ele competiu  e conquistou o título dos Jogos Abertos do Interior e o tricampeonato dos Jogos Regionais e pela terceira vez consecutiva a quarta posição no Campeonato Paulista de 2002 e disputou as quartas de final da Superliga Brasileira A 2002-03 encerrando nesta edição na décima colocação, último lugar, tendo que disputar a Liga Nacional  de 2003.Permaneceu pela quarta temporada consecutiva no time do Shopping ABC/Santo André quando obteve em 2003 o vice-campeonato dos Jogos Abertos do Interior , o tetracampeonato consecutivo dos Jogos Regionais.Ainda em 2003 disputou a Liga Nacional  e obteve o bronze na edição, e disputou a Superliga Brasileira A 2003-04 encerrou em oitavo lugar, nas estatísticas foi o quarta Melhor Recepção, décimo Melhor Saque e décimo quinto Maior Pontuador.
Filipe transferiu-se para o Banespa/Mastercard , onde atuou na temporada 2004-05, sendo campeão paulista  e ouro no Grand Prix de 2004 e o título da Superliga Brasileira A 2004-05 conquista o título e eleito o Melhor Jogador da Final. Na jornada seguinte disputou pelo Wizard/Campinas as competições de 2005-06, terminou em quinto lugar no Campeonato Paulista de 2005, bronze nos Jogos Abertos do Interior e ouro nos Jogos Regionais , ambos em 2005.Disputou a Liga Nacional de 2005 quando obteve o bronze  e para Superliga Brasileira A 2005-06 terminou na sétima colocação, onde figurou na sexta posição entre os maiores pontuadores, terceiro entre os melhores sacadores e quarto entre os melhores passadores.
Jogou pelo Cimed nas competições de 2006-07, quando conquistou em 2006 o título catarinense, da Copa Mercosul e dos Jogos Abertos do Interior de Santa Catarina (Jasc) e avançou a grande final da Superliga correspondente a esta temporada e foi vice-campeão da edição, eleito o Melhor Sacador desta.Foi contratado pela
Ulbra/Suzano/UPtime e por este clube conquistou o título do Campeonato Paulista  e do Campeonato Gaúcho de 2007, e neste mesmo ano foi ouro nos Jogos Regionais e nos Jogos Abertos do Interior e na Superliga Brasileira A 2007-08 conquistou o bronze, edição na qual foi o nono colocado entre os atletas de melhor recepção e quinto entre os de  melhor saque.
Na jornada 2008-09  atuou pelo Santander / São Bernardo  conquistou o título do Jogos Regionais de 2008, neste mesmo ano foi bronze no Campeonato Paulista; já na Superliga Brasileira A encerrou na quarta colocação e individualmente  se destacou na quarta colocação entre os jogadores com melhor passe, sexto tanto entre os melhores saques e maiores pontuadores. Pelo SESI-SP jogou na temporada 2009-10 e conquistou o título da Copa São Paulo de 2009 e o ouro no Campeonato Paulista deste ano e encerrou na quinta posição da Superliga Brasileira A 2009-10, sendo o sétimo melhor sacador da competição.
Contratado pelo Sada Cruzeiro conquistou  o título do Campeonato Mineiro de 2010 e neste ano foi campeão do    Torneio Internacional UC Irvine  nos Estados Unidos e disputou a final da Superliga Brasileira A 2010-11 concluindo com o vice-campeonato nesta. Individualmente foi o quarto melhor sacador, quinto melhor defensor, sétimo melhor passe e décimo quinto maior pontuador.Obteve  o bicampeonato mineiro e bicampeonato do Torneio Internacional UC Irvine, ambos em 2011 consecutivamente e na Superliga Brasileira A 2011-12 chegou a mais uma final em sua carreira e conquistou o título da edição e individualmente  destacou-se como Melhor Recepção  e ainda foi o décimo sexto maior pontuador.
Em sua terceira temporada consecutiva no Sada/Cruzeiro conquistou o tricampeonato consecutivo mineiro em 2012, disputou no Liñares-Chile o Campeonato Sul-Americano neste mesmo ano e conquistou a medalha de ouro e a qualificação para o Campeonato Mundial de Clubes também neste ano, este disputado em Doha=, ocasião que contribuiu para o clube chegar pela primeira vez a final inédita, mas encerrou com a medalha de prata e individualmente apareceu com boas colocações entres os com melhores desempenhos nesta edição: décimo terceiro colocado  entre os maiores pontuadores nono melhor atacante vigésimo quinto melhor bloqueador, nono melhor sacador da edição, sétimo melhor defensor e destacou também entre os melhores receptores , ocupando a quinta posiçãoE encerrando a temporada 2012-13 conquistou o vice-campeonato da Superliga Brasileira A correspondente, sendo o terceiro melhor atleta no fundamento da recepção.
A temporada 2013-14 foi a quarta permanência no Sada/Cruzeiro consecutiva, conquistando o tetracampeonato em 2013 e neste mesmo ano disputou seu segundo Campeonato Mundial de Clubes consecutivo, desta vez sediado em solo brasileiro na cidade de  Betim, oportunidade que conquistou o ouro inédito para um clube de voleibol masculino do Brasil. Em 2014 conquistou o ouro da Copa Brasil em Maringá e o bicampeonato do Sul-Americano de Clubes em Belo Horizonte e chegou a final da Superliga Brasileira A 2013-14, finalizando com o título da competição.Em 2014 disputou pelo Sada Cruzeiro a edição do Campeonato Mundial de Clubes em Belo Horizonte e foi semifinalista encerrando na quarta posição.
Renovou por mais uma temporada com o Sada Cruzeiro e sagrou-se bicampeonato na edição do Campeonato Mineiro em 2014, neste mesmo ano sagrou-se campeão do Torneio Internacional UC Irvine, conquistou o bronze na Copa Brasil 2015.
Pelo Sada Cruzeiro disputou a edição do Campeonato Sul-Americano de Clubes em 2015, este sediado em San Juan, na Argentina, ocasião que conquistou a medalha de prata e neste ano disputou a fase final edição de Superliga Brasileira A, correspondente a temporada 2014-15, sagrando-se bicampeão nacional.
Em 2015 também competiu pelo Sada Cruzeiro na Supercopa Brasileira, realizada em Itapetininga, sagrando-se campeão nesta que foi a primeira edição e também na edição do Campeonato Mundial de Clubes sediado em Betim sagrando-se bicampeão.
Nas competições de 2015-16 renovou com o Sada Cruzeiro sagrando-se tricampeão consecutivo na edição do Campeonato Mineiro de 2015 e sagrou-se tricampeão consecutivo nacional na Superliga Brasileira A 2015-16, registrando 194 pontos, destes foram 166 de ataques, 13 de bloqueios e 15 de saques; também alcançou o título da Copa Brasil de 2016, esta sediada em Campinas.
Ainda em 2016 conquistou o bicampeonato na edição do Campeonato Sul-Americano de Clubes, realizado em Taubaté também disputou mais uma edição do Campeonato Mundial de Clubes e vestindo a camisa 12 sagrou-se tricampeão mundial.
Ele seguiu para a quarta temporada consecutiva pelo Sada Cruzeiro conquistou o tetracampeonato no Campeonato Mineiro de 2016 e o bicampeonato da Supercopa Brasileira de 2016; nesta jornada disputou a Superliga Brasileira A 2016-17 alcançando o tetracampeonato consecutivo nacional.
Em 2017 disputou a Copa Brasil realizada em Campinas, ocasião que avançou as semifinais e nesta fase ocorreu a eliminação, também sagrou-se tetracampeão da edição do Campeonato Sul-Americano de Clubes de 2017, sediado em Montes Claros.
Renovou com o Sada Cruzeiro para as competições do período 2017-18, na pré-temporada disputou a edição do Desafio Sul-Americano de Vôlei na San Juan (Argentina) conquistando o título, também alcançando o título do Campeonato Mineiro de 2017 e o bicampeonato também na edição da Supercopa de 2017 e conquistou nesta mesma temporada o título da Coa Brasil de 2018 em São Paulo e neste mesmo ano conquistou a medalha de ouro na edição do Campeonato Sul-Americano de Clubes novamente sediada em Montes Claros.E venceu a primeira partida da final da Superliga Brasileira A 2017-18 e ao vencer a segunda partida dos playoffs da fase final sagrou-se campeão nacional de forma consecutiva.
Renovou com o Sada Cruzeiro por mais uma temporada e conquistou o título do Campeonato Mineiro de 2018, na sequência conquistou o vice-campeonato da Supercopa Brasileira de 2018 realizada em Belo Horizonte.

## Títulos e Resultados
- 2014-4ºlugar do Campeonato Mundial de Clubes(Belo Horizonte,  Brasil)[16]
- 2014- Campeão da Copa Brasil[13]
- 2013-14- Campeão da Superliga Brasileira A [14]
- 2013– Campeão do Campeonato Mineiro[1]
- 2012-13- Vice-campeão  da Superliga Brasileira A [1]
- 2012– Campeão do Campeonato Mineiro[1]
- 2011-12- Campeão  da Superliga Brasileira A [1]
- 2011– Campeão do Torneio Internacional UC Irvine( Estados Unidos)[1]
- 2011– Campeão do Campeonato Mineiro[1]
- 2010-11- Vice-campeão da Superliga Brasileira A [1]
- 2010– Campeão do Torneio Internacional UC Irvine( Estados Unidos)[1]
- 2010– Campeão do Campeonato Mineiro [1]
- 2009-10- 5º Lugar da Superliga Brasileira A
- 2009-Campeão do Campeonato Paulista[6]
- 2008-09- 4º Lugar da Superliga Brasileira A [1]
- 2008-3º lugar do Campeonato Paulista [1]
- 2008-Campeão do  Jogos Regionais de São Paulo [1]
- 2007-08- 3º Lugar da Superliga Brasileira A [1]
- 2007- Campeão do  Jogos Abertos do Interior de São Paulo[1]
- 2007-Campeão do  Jogos Regionais de São Paulo[1]
- 2007-Campeão do Campeonato Gaúcho[1]
- 2007-Campeão do Campeonato Paulista [1]
- 2006-07- Vice-campeão da Superliga Brasileira A[1]
- 2005-06- 7º Lugar da Superliga Brasileira A[1]
- 2006-Campeão do Campeonato Catarinense[1]
- 2006- Campeão do  Jogos Abertos do Interior de Santa Catarina (Jasc)[1]
- 2006-Campeão do Copa Mercosul [1]
- 2005-3º lugar do Liga Nacional [1]
- 2005-5º lugar do Campeonato Paulista[1]
- 2005-3º lugar do  Jogos Abertos do Interior de São Paulo[1]
- 2005-Campeão do  Jogos Regionais de São Paulo[1]
- 2004-05- Campeão da Superliga Brasileira A[1]
- 2004-Campeão do Grand Prix[1]
- 2004-Campeão do Campeonato Paulista[1]
- 2003-04- 8º Lugar da Superliga Brasileira A[1]
- 2003-3º lugar do Liga Nacional[1]
- 2003-Vice-campeão do  Jogos Abertos do Interior de São Paulo[1]
- 2003-Campeão do  Jogos Regionais de São Paulo[1]
- 2002-03- 10º Lugar da Superliga Brasileira A [5]
- 2002-Campeão do  Jogos Abertos do Interior de São Paulo[4]
- 2002-Campeão do  Jogos Regionais de São Paulo[1]
- 2002-4º lugar do Campeonato Paulista [1]
- 2001-02- 5º Lugar da Superliga Brasileira A [5]
- 2001-4º lugar do Campeonato Paulista[1]
- 2001-Campeão do  Jogos Regionais de São Paulo[1]
- 2000-01- 7º Lugar da Superliga Brasileira A[5]
- 2000-Campeão do  Jogos Regionais de São Paulo[1]
- 2000-4º lugar do Campeonato Paulista[1]
- 1999-Vice-campeão do Campeonato Carioca[4]
- 1999-Campeão do Campeonato Brasileiro de Seleções Juvenil[4]
- 1998-99- 5º Lugar da Superliga Brasileira A[1]
- 1998-Campeão do  Jogos Abertos do Interior de São Paulo[1]
- 1998-3º lugar do Campeonato Paulista[1]

## Premiações Individuais
- 4º Melhor Sacador da  Superliga Brasileira A  de 2003-04[1]
- MVP da Final da  Superliga Brasileira A  de 2004-05[1]
- 3º Melhor Sacador da  Superliga Brasileira A  de 2005-06[1]
- 4ª Melhor Recepção da  Superliga Brasileira A  de 2005-06[1]
- 6º Maior Pontuador da  Superliga Brasileira A  de 2005-06[1]
- Melhor Sacador da  Superliga Brasileira A  de 2006-07[1]
- 5º Melhor Sacador da  Superliga Brasileira A  de 2007-08[1]
- ª Melhor Recepção da  Superliga Brasileira A  de 2008-09[1]
- 6º Maior Pontuador da  Superliga Brasileira A  de 2008-09[1]
- 6º Melhor Sacador da  Superliga Brasileira A  de 2008-09[1]
- 4º Melhor Sacador da  Superliga Brasileira A  de 2010-11[1]
- 5º Melhor Defensor da  Superliga Brasileira A  de 2010-11[1]
- 7ª Melhor Recepção da  Superliga Brasileira A  de 2010-11[1]
- Melhor Recepção da  Superliga Brasileira A  de 2011-12[1]
- 5ª Melhor Recepção  do Campeonato Mundial de Clubes de 2012[12]
- 3ª Melhor Recepção da  Superliga Brasileira A  de 2012-13[1]

## Ligações Externas
- Profile Filipe Ferraz (en)
- Perfil Filipe (pt)